# Formigueiro-de-cauda-castanha
O formigueiro-de-cauda-castanha (nome científico: Sciaphylax hemimelaena) é uma espécie de ave da família Thamnophilidae. 
Pode ser encontrada nos seguintes países: Bolívia, Brasil e Peru.
Os seus habitats naturais são: florestas subtropicais ou tropicais úmidas de baixa altitude e regiões subtropicais ou tropicais úmidas de alta altitude.

## Subespécies
De acordo com as classificações do Congresso Ornitológico Internacional (IOC) e da Clements Checklist v.2017, são reconhecidas duas subespécies, com a sua correspondente distribução geográfica:
- Sciaphylax hemimelaena hemimelaena (P. L. Sclater, 1857) – leste do Peru, sudoeste da Amazônia brasileira e noroeste da Bolívia a ocidente dos rios Mamoré e Grande.
- Sciaphylax hemimelaena pallens (Berlepsch & Hellmayr, 1905) – centro do Brasil ao sul do rio Amazonas (do Madeira ao leste até o sudoeste do Pará, ao sul até Rondônia e oeste e norte de Mato Grosso) e nordeste de Bolívia (leste de Santa Cruz).